# Eleições parlamentares europeias de 2019 (Finlândia)
As eleições parlamentares europeias de 2019 na Finlândia serão realizadas a 26 de Maio e servirão eleger os 13 deputados nacionais para o Parlamento Europeu. Quando o Brexit for finalizado, a representação finlandesa no PE aumentará em 1 e, assim passando a ter 14 deputados.

## Composição Atual

### Partidos Nacionais
| Partido | Partido                       | Deputados | Grupo                                             |
| ------- | ----------------------------- | --------- | ------------------------------------------------- |
|         | Partido da Coligação Nacional | 3 / 13    | Grupo do Partido Popular Europeu                  |
|         | Partido do Centro             | 3 / 13    | Aliança dos Liberais e Democratas pela Europa     |
|         | Partido dos Finlandeses       | 2 / 13    | Reformistas e Conservadores Europeus              |
|         | Partido Social-Democrata      | 2 / 13    | Aliança Progressista dos Socialistas e Democratas |
|         | Aliança dos Verdes            | 1 / 13    | Grupo dos Verdes/Aliança Livre Europeia           |
|         | Aliança de Esquerda           | 1 / 13    | Esquerda Unitária Europeia/Esquerda Nórdica Verde |
|         | Partido Popular Sueco         | 1 / 13    | Aliança dos Liberais e Democratas pela Europa     |

### Grupos Parlamentares
| Grupo | Grupo                                             | Deputados |
| ----- | ------------------------------------------------- | --------- |
|       | Aliança dos Liberais e Democratas pela Europa     | 4 / 13    |
|       | Grupo do Partido Popular Europeu                  | 3 / 13    |
|       | Reformistas e Conservadores Europeus              | 2 / 13    |
|       | Aliança Progressista dos Socialistas e Democratas | 2 / 13    |
|       | Grupo dos Verdes/Aliança Livre Europeia           | 1 / 13    |
|       | Esquerda Unitária Europeia/Esquerda Nórdica Verde | 1 / 13    |

## Partidos Concorrentes
Os principais partidos concorrentes são os seguintes:
| Partido | Partido                       | Cabeça de Lista        | Afiliação Europeia                                       |
| ------- | ----------------------------- | ---------------------- | -------------------------------------------------------- |
|         | Partido da Coligação Nacional | Paula Aikio-Tallgren   | Partido Popular Europeu                                  |
|         | Partido do Centro             | Miikkael Azaize        | Partido da Aliança dos Liberais e Democratas pela Europa |
|         | Partido dos Finlandeses       | Asseri Kinnunen        | Aliança Europeia dos Povos e das Nações                  |
|         | Partido Social-Democrata      | Miapetra Kumpula-Natri | Partido Socialista Europeu                               |
|         | Aliança dos Verdes            | Heidi Hautala          | Partido Verde Europeu                                    |
|         | Aliança de Esquerda           | Silvia Modig           | Partido da Esquerda Europeia                             |
|         | Partido Popular Sueco         | Anna Jungner-Nordgren  | Partido da Aliança dos Liberais e Democratas pela Europa |
|         | Partido Democrata-Cristão     | Mikko Almgren          | Partido Popular Europeu                                  |

## Resultados Oficiais
| Partido                 | Partido                       | Votos     | %               | +/-   | Deputados | +/-     |
| ----------------------- | ----------------------------- | --------- | --------------- | ----- | --------- | ------- |
|                         | Partido da Coligação Nacional | 380 106   | 20,78 / 100,00  | 1,81  | 3 / 13    | Estável |
|                         | Aliança dos Verdes            | 292 512   | 15,99 / 100,00  | 6,66  | 2 / 13    | 1       |
|                         | Partido Social-Democrata      | 267 342   | 14,62 / 100,00  | 2,31  | 2 / 13    | Estável |
|                         | Partido dos Finlandeses       | 252 990   | 13,83 / 100,00  | 0,96  | 2 / 13    | Estável |
|                         | Partido do Centro             | 247 416   | 13,53 / 100,00  | 6,14  | 2 / 13    | 1       |
|                         | Aliança de Esquerda           | 125 748   | 6,88 / 100,00   | 2,44  | 1 / 13    | Estável |
|                         | Partido Popular Sueco         | 116 033   | 6,35 / 100,00   | 0,41  | 1 / 13    | Estável |
|                         | Partido Democrata-Cristão     | 89 166    | 4,88 / 100,00   | 0,36  | 0 / 13    | Estável |
|                         | Outros (com menos de 1,00%)   | 57 385    | 3,14 / 100,00   |       | 0 / 13    |         |
| Votos inválidos         | Votos inválidos               | 6 331     | 0,35 / 100,00   | 0,21  |           |         |
| Total                   | Total                         | 1 835 130 | 100,00 / 100,00 |       | 13 / 13   |         |
| Eleitorado/Participação | Eleitorado/Participação       | 4 504 480 | 40,74 / 100,00  | 1,60  |           |         |
| Fonte                   | Fonte                         | [ 4 ]     | [ 4 ]           | [ 4 ] | [ 4 ]     | [ 4 ]   |

#### Deputados Antes/Depois do Brexit
| Partido | Partido                       | Antes   | Depois  | +/-     |
| ------- | ----------------------------- | ------- | ------- | ------- |
|         | Partido da Coligação Nacional | 3 / 13  | 3 / 14  | Estável |
|         | Aliança dos Verdes            | 2 / 13  | 3 / 14  | 1       |
|         | Partido Social-Democrata      | 2 / 13  | 2 / 14  | Estável |
|         | Partido dos Finlandeses       | 2 / 13  | 2 / 14  | Estável |
|         | Partido do Centro             | 2 / 13  | 2 / 14  | Estável |
|         | Aliança de Esquerda           | 1 / 13  | 1 / 14  | Estável |
|         | Partido Popular Sueco         | 1 / 13  | 1 / 14  | Estável |
| Total   | Total                         | 13 / 13 | 14 / 14 | 1       |

## Composição 2019-2024

### Partidos Nacionais
| Partido | Partido                       | Deputados | Grupo                                             |
| ------- | ----------------------------- | --------- | ------------------------------------------------- |
|         | Partido da Coligação Nacional | 3 / 13    | Grupo do Partido Popular Europeu                  |
|         | Aliança dos Verdes            | 2 / 13    | Grupo dos Verdes/Aliança Livre Europeia           |
|         | Partido Social-Democrata      | 2 / 13    | Aliança Progressista dos Socialistas e Democratas |
|         | Partido dos Finlandeses       | 2 / 13    | Identidade e Democracia                           |
|         | Partido do Centro             | 2 / 13    | Renovar Europa                                    |
|         | Aliança de Esquerda           | 1 / 13    | Esquerda Unitária Europeia/Esquerda Nórdica Verde |
|         | Partido Popular Sueco         | 1 / 13    | Renovar Europa                                    |

### Grupos Parlamentares
| Grupo | Grupo                                             | Deputados |
| ----- | ------------------------------------------------- | --------- |
|       | Grupo do Partido Popular Europeu                  | 3 / 13    |
|       | Renovar Europa                                    | 3 / 13    |
|       | Grupo dos Verdes/Aliança Livre Europeia           | 2 / 13    |
|       | Aliança Progressista dos Socialistas e Democratas | 2 / 13    |
|       | Identidade e Democracia                           | 2 / 13    |
|       | Esquerda Unitária Europeia/Esquerda Nórdica Verde | 1 / 13    |